# Tholera uniformis
Tholera uniformis är en fjärilsart som beskrevs av Taco Hajo van Wisselingh 1963. Tholera uniformis ingår i släktet Tholera och familjen nattflyn. Inga underarter finns listade i Catalogue of Life.